# Spar- und Bauverein Konstanz

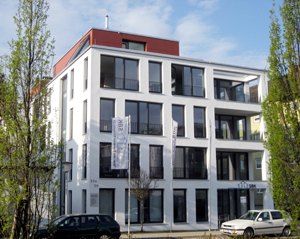
Geschäftssitz des Spar- und Bauvereins Konstanz

Der Spar- und Bauverein Konstanz eG (SBK) ist mit 1.793 Wohnungen und Gewerbeeinheiten (Stand Dezember 2024) im Raum Konstanz einer der größten Vermieter. Der SBK ist sowohl Wohnungsbaugenossenschaft als auch Spareinrichtung für seine Mitglieder. 100%ige Töchter waren bis Ende 2023 die SBK Wohnbau GmbH und die SBK Immo-Service GmbH. Im August 2023 wurden beide Töchter in der SBK Immo-Service GmbH zusammengefasst. Neben dem vbw Verband baden-württembergischer Wohnungs- und Immobilienunternehmen e. V. ist der Spar- und Bauverein Konstanz Mitglied in der DESWOS Deutsche Entwicklungshilfe für soziales Wohnungs- und Siedlungswesen e. V. sowie im Arbeitgeberverband der Wohnungswirtschaft e. V.

## Finanzkennzahlen 2024
- Eigenkapital 56,1 Mio. Euro
- Bilanzsumme 170,0 Mio. Euro
- Umsatz 17,8 Mio. Euro
- Jahresüberschuss 3,2 Mio. Euro
- Spareinlagen der Mitglieder 53,9 Mio. Euro[5]

## Geschichte

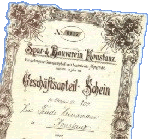
Geschäftsanteil-Schein des Spar- und Bauvereins Konstanz

### 1896 Gründung als zweite badische Baugenossenschaft
Am 1. August 1896 wurde der Spar- und Bauverein Konstanz als zweite badische Baugenossenschaft gegründet und in das Genossenschaftsregister beim Amtsgericht Konstanz eingetragen. Die Beseitigung der Wohnungsnot in Konstanz stand dabei im Mittelpunkt der Gründungsidee, aber auch gesunde, ausreichend große, familiengerechte Wohnungen mit Licht und Sonne nach den neuesten Methoden zu bauen und nur nach kostendeckenden Prinzipien zu vermieten.
1899 erfolgte das Richtfest für die Gebäude Grießeggstraße 12, 14 und 16 sowie Turnierstraße 42. Diese Häuser sind bis heute noch bestens vermietbar. Von 1904 bis 1911 entstand das Großbauvorhaben an der Tenbrinkstraße. 1914 besaß der Spar- und Bauverein 98 Wohnungen.

### 1920 bis 1945
1921 bis 1923 erfolgte der Bau von 35 Eisenbahnerhäusern und 35 Posthäusern im Sierenmoos. Die Dreizimmerhäuser boten 76 m², die Vierzimmerhäuser 84 m² Wohnfläche (plus ein Mansarden- und ein Badezimmer). Zu jedem Haus gehörte ein Garten von 200 bis 500 m². Weitere Wohnungen entstanden in der Luisen- und der Allmannsdorferstraße sowie im Paradies in der Gottlieberstraße, am Friedrich-Pecht-Weg und in der Turnierstraße.

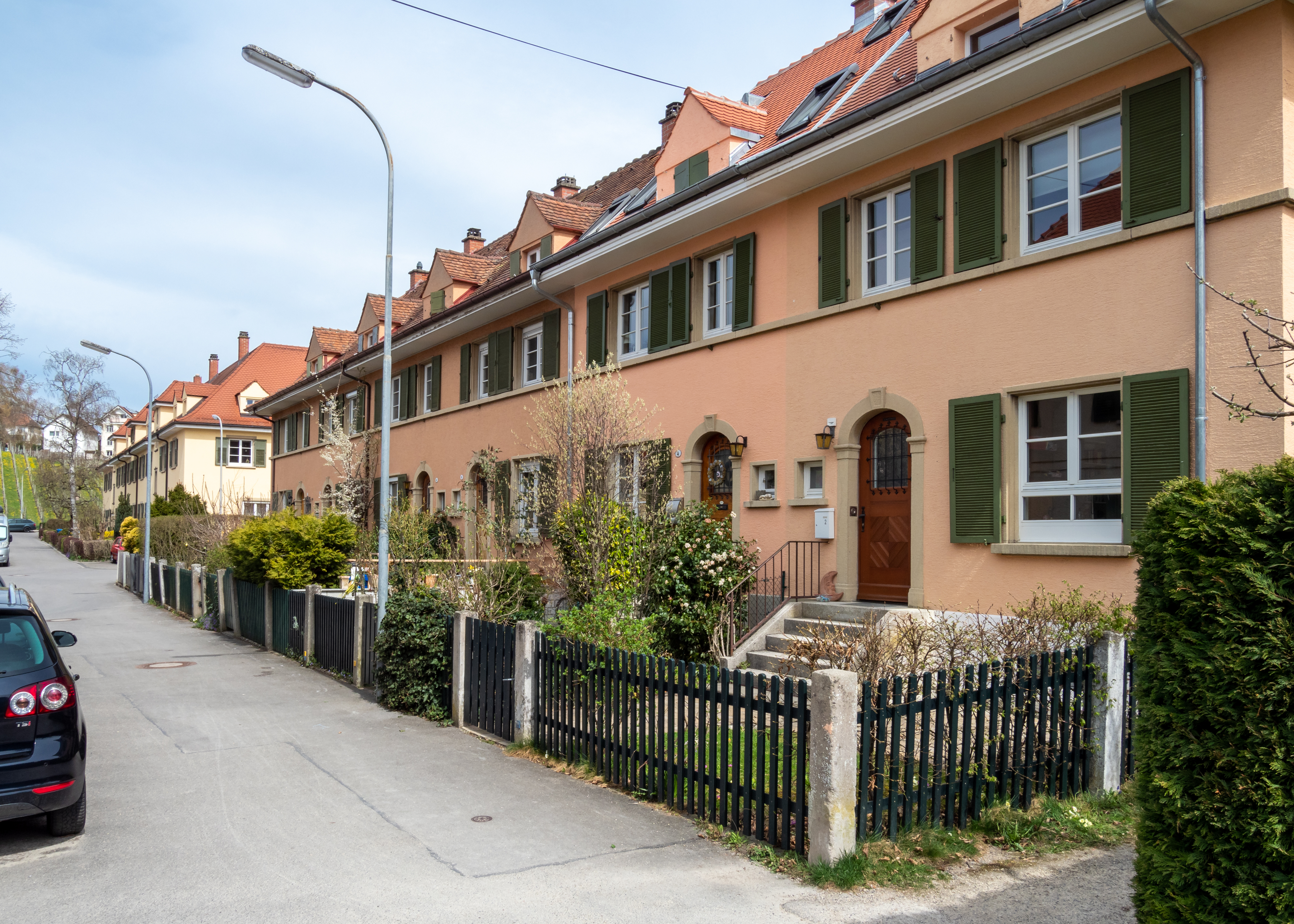
SBK-Häuser Birkenweg (Sierenmoos-Siedlung) in Konstanz

1924 zählte die Genossenschaft 536 Mitglieder. Es gab wegen der Geldknappheit und der hohen Baupreise keine Bautätigkeit. Ausgewiesene Elsässer und Auslandsdeutsche führten zu einer starken Belastung des Wohnungsmarkts. Erst 1928/29 entstanden zwei neue Häuser in der Petershauserstraße mit 12 Wohnungen. 1931–1934 entstanden in der Turnier- und der Gottlieberstraße und dem Pechtweg 22 Wohnungen „in reiner Südlage mit prächtigem Ausblick in die Schweiz“. Die vor 1914 erstellten 98 Wohnungen erhielten elektrische Leitungen.
1936 feierte der Verein sein 40-jähriges Jubiläum mit 745 Mitgliedern und 361 Wohnungen. Im gleichen Jahr wurde eines der größten Bauvorhaben begonnen: die Siedlung in der Austraße auf 16.232 m². 1936 nahm der Verein im Zuge der Eingemeindung und politischen Gleichschaltung die verbliebenen 90 Mitglieder des Spar- und Bauvereins Wollmatingen auf, der seine 12 Häuser mit 34 Wohnungen mit einbrachte.
Zwischen 1937 und 1940 konnten 29 Häuser mit 116 Wohnungen in der Austraße fertiggestellt werden. Finanzierungsbedingt mussten in einem zweistöckigen Haus jeweils vier Familien untergebracht werden. Ab 1938 durften Juden nicht mehr Genossenschaftsmitglieder sein und mussten zum 31. Dezember 1938 ausscheiden. Im Zuge der „Arisierung des Wohnraums“ auf Grundlage des Gesetzes über die Mietverhältnisse mit Juden wurden jüdische Bewohner auch zwangsweise entmietet und in „Judenhäuser“ eingewiesen.

### 1946 bis 1975
Nach dem Zweiten Weltkrieg und den schweren ersten Jahren der Nachkriegszeit kam mit der D-Mark über die Mieteingänge erstmals wieder „festes“ Geld in die Kassen, das umgehend in Reparaturen und Instandhaltungen investiert wurde. Die ersten Neubauten begannen wieder im Juli 1949. Am 20. Juni 1948 wurden rund 1500 Sparkonten umgestellt. Die Genossenschaft musste als Vermögensabgabe annähernd 1 Million DM in den folgenden 25 Jahren bezahlen. Die Geschäftsanteile der Mitglieder wurden von 300 RM auf 200 DM umgestellt.
Die Neubautätigkeit lief dann vor allem in den Wirtschaftswunder-Jahrzehnten auf vollen Touren. Der SBK war einer der ersten Bauträger in Konstanz, der – ergänzend zu den Wohnbauten – Tiefgaragen anlegte. Es entstanden zudem zahlreiche Grünanlagen und Kinderspielplätze. Im Juli 1949 wurde die Bautätigkeit in der Muntpratstraße mit Zwei-Zimmer-Wohnungen (50 m²) und Drei-Zimmer-Wohnungen (65 m²), insgesamt 35 Wohnungen, wieder begonnen.
1956 feierte die Genossenschaft ihr 60-jähriges Jubiläum mit rund 1450 Mitgliedern. Seit 1949 wurden 207 Wohnungen erstellt. Konstanz hatte 50.000 Einwohner. 1960 wurde Paul Bischoff für 32 Jahre geschäftsführender und weitere vier Jahre nebenamtlicher Vorstand. Er war ab 1952 kaufmännischer Angestellter in der Genossenschaft. Mehr als 400 Wohnungen entstanden in seiner Amtszeit.
1969 konnte die Fertigstellung der 1000sten Wohnung des Vereins gefeiert werden. Zur gleichen Zeit wurde das 5000ste Mitglied beim Spar- und Bauverein begrüßt. Das Hochhaus am Buhlenweg mit 67 Wohnungen als damals größtes Gebäude der Genossenschaft wurde fertiggestellt.
Zwischen 1949 und 1971 erstellte die Genossenschaft 574 neue Wohnungen. Dazu gehörten die neuen Wohnhäuser in der Ellenrieder-, von-Emmich- und Moosbruggerstraße, im Schobuli- und Taborweg, in der Petershauser-, der Markgrafen-, Wallgut-, Bückle-, Zasius- und Brüelstraße sowie im Buhlen- und Mondrauteweg sowie zahlreiche Grünanlagen und Kinderspielplätze (1950 bis 1967). Die Bilanzsumme erreichte 1971 über 20 Millionen DM bei 2540 Mitgliedern, 3,6 Millionen DM Spareinlagen, 1022 Wohnungen, 14 Gewerbeeinheiten, 99 Einzelgaragen, 102 Abstellplätze in 2 Tiefgaragen und über 100 Abstellplätzen. 1973 erfolgte die Fertigstellung von 57 neuen Wohnungen in 4 dreigeschossigen Gebäuden im Wollmatinger Überlängerbohl zu Baukosten von 5,5 Millionen DM. 1974 trat ein neues Genossenschaftsgesetz in Kraft. In der Folge wechselte die Rechtsform von der eGmbH zur eG, von der Mitgliederversammlung zur Vertreterversammlung. 1975 erfolgte die Sanierung der Sierenmoossiedlung. 1978 wurden acht Wohnungen im Kopernikusweg für 1,1 Millionen DM erstellt.

### 1976 bis 1999
26 Ein- und Zwei-Zimmer-Wohnungen konnten 1984 an der Ecke Ellenrieder-/Gottlieberstraße bezogen werden. 1986 feierte die Genossenschaft ihr 90-jähriges Jubiläum mit einer Bilanzsumme von 32,5 Millionen DM, 8,7 Millionen DM Spareinlagen und 1113 Wohnungen.
Als Folge der Aufhebung des Wohnungsgemeinnützigkeitsgesetzes von 1990 war eine neuerliche Satzungsänderung nötig. Als neue Rechtsform wurde die steuerbefreite „Vermietungsgenossenschaft“ gewählt. 1991 wurden zwei Gebäude mit 36 Ein-, Zwei- und Drei-Zimmer-Wohnungen mit Tiefgarage für über acht Millionen DM auf dem Gelände der ehemaligen Klosterkaserne (Martin-Venedey-Straße) fertiggestellt. Eine Auszeichnung erhielt 1992 eine interessante architektonische Lösung: Über einer Garagenzeile an der Tenbrinkstraße entstanden durch Aufstockung helle und lichte Räume für ein Architekturbüro. 1995 wurde ein Haus für 10 Familien in der Moosstraße bezogen. Zur Genossenschaft gehörten nun 4.455 Mitglieder, die Bilanzsumme erreichte 52,8 Millionen DM, die Spareinlagen 15,0 Millionen DM. Es gab 1.156 vermietete Wohnungen und 16 Gewerbeeinheiten. 1996 war der Baubeginn von 64 Wohnungen mit Tiefgarage auf dem südlichen Areal der Cherisy-Kaserne.

### 2000 bis 2009
Auf dem Gelände des ehemaligen Wertstoffhofes zwischen Garten- und Rheingutstraße entstanden im Jahr 2000 in vier Bauteilen 44 Seniorenwohnungen und 16 Familienwohnungen. 2003 folgten In der Bücklestraße 5 Gebäude mit je acht Mietwohnungen sowie eine Tiefgarage mit 66 Stellplätzen. 2005 wurde der SBK 110 Jahre alt. Er zählte 5958 Mitglieder, die Spareinlagen erreichten 21,9 Millionen Euro, er besaß 1311 Wohnungen und 12 Gewerbeeinheiten. Die Bilanzsumme lag bei 60,8 Millionen Euro, der Umsatz bei 6,9 Millionen Euro. Es wurden keine neuen Gebäude erstellt. Die Genossenschaft konzentrierte sich auf Modernisierung und Instandhaltung mit dem Schwerpunkt der Installation von Photovoltaikanlagen. 2006 erfolgte die Sanierung des ehemaligen Feierabendheimes in der Luisenstraße. Es entstanden neue Zwei- bis Drei-Zimmer-Wohnungen mit 46 bis 70 m². 2008 konnten in der Litzelstetter Straße 19 kostengünstige Mietwohnungen mit einer Größe zwischen 67 und 120 m² Wohnfläche bezogen werden. Der Wohnungsbestand der Genossenschaft umfasste Ende 2009 über 1.350 Wohnungen und 11 Gewerbeeinheiten. Ab Mitte 2008 prägte ein Konjunkturabschwung das wirtschaftliche Leben. Erst 2010 war diese Wirtschaftskrise zumindest in Deutschland überwunden. Der SBK investierte 2009 in Instandhaltung und Modernisierung sowie energetische Sanierung über 5 Millionen Euro.

### 2010 bis 2015
Schwerpunkte ab 2010 waren weiterhin die energetische Sanierung und Modernisierungsmaßnahmen des Bestandes sowie die Aufnahme der Neubautätigkeit. Insbesondere in den Tochtergesellschaften intensivierte sich das Bauträgergeschäft (Neubauten in der Bücklestraße und in der Schwedenschanze). Der SBK modernisiert seitdem jährlich etwa 50 Wohnungen. Für die „Austraße“ wählte der SBK ein Werkstattverfahren, in dem Anwohner, Planer und Stadtverwaltung gemeinsam den Neubau entwickelten.
2011 entstanden vier Neubauprojekte: 65 Mietwohnungen in der Austraße, 68 Eigentumswohnungen in der Bücklestraße, fünf Mietwohnungen im Paradies und 11 Eigentumswohnungen in der Schwedenschanze. Über 5 Millionen Euro wurden für die Modernisierung von jährlich etwa 50 Wohnungen investiert. Eine Mitgliederbefragung ergab über 90%ige Zufriedenheit und Impulse für die Genossenschaft und den Wohnungsbedarf. 2012 erfolgte die Fertigstellung von drei Häusern mit insgesamt 24 Mietwohnungen in der Austraße Nord. Es wurde auch außerhalb von Konstanz Eigentum erworben: 2012 in Radolfzell 128 Einheiten über die Baugesellschaft SBK GmbH und 2013 in Allensbach als Bauträgermaßnahme über die SBK Wohnbau GmbH. Durch die Neubauprojekte und Erwerbungen stieg der Wohnungsbestand Ende 2012 im Verbund auf über 1500 Einheiten. Die Einlagen in der Spareinrichtung wuchsen auf über 28 Millionen Euro. 2013 wuchs der Gesamtbestand auf über 1600 Einheiten. Über das Tochterunternehmen „SBK Wohnbau GmbH“ nahm die Genossenschaft die beiden Geschäftsfelder „Hausverwaltung“ und „Immobilienvertrieb“ neu auf. Die Spareinlagen wuchsen auf knapp 35 Millionen Euro, die Bilanzsumme im Verbund auf über 122 Millionen Euro.

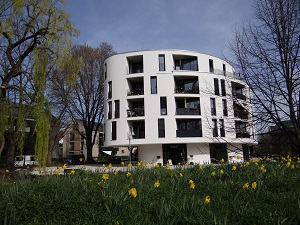
Rundbau in der Austraße Konstanz

Ende 2013 konnten weitere 39 Mietwohnungen, verteilt auf zwei im Süden gelegene Laubenganghäuser und den markanten Rundbau als Quartierszentrum in der Austraße Süd, den Mietern übergeben werden.

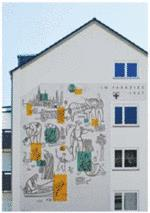
Sgraffito von Hans Sauerbruch im Schobuliweg Konstanz

In Abstimmung mit dem Baudezernat blieb das Fassadensgraffito von Hans Sauerbruch 2015 auch nach der Sanierung des Hauses im Schobuliweg sichtbar. Da das Fassadenbild kein Kulturdenkmal darstellt, lag und liegt keine gesetzliche Verpflichtung zum Erhalt des Bildes vor. Durch das freiwillige Engagement des Spar- und Bauvereins bleibt das Kunstwerk weiterhin erhalten.
2014 erwarb der SBK eines der letzten großen Grundstücke im Stadtteil Paradies in unmittelbarer Nähe zur Geschäftsstelle, bebaut mit zwei Wohn- und Geschäftshäusern. Ein weiteres saniertes Haus in der Austraße wurde übergeben. Die SBK Wohnbau GmbH erstellte die „Wohnanlage Reihetal Allensbach“ mit elf 2,5- bis 4,5-Zimmer-Wohnungen in zwei Mehrfamilienhäusern. Die Renovierung des Ende 2013 erworbenen Objekts im Peter-Rosegger-Weg 29 wurde abgeschlossen. Die umfangreiche Sanierung von Bestandswohnungen im Schobuliweg wurde fertiggestellt. 2015 wurden 40 Wohnungen in der Alemannenstraße/Markgrafenstraße erworben und 8 Eigentumswohnungen mit 800 m² Gebäudefläche in der Mainaustraße 152 (SBK Wohnbau GmbH) fertiggestellt. Ende 2015 vermietete der Spar- und Bauverein Konstanz eG im Verbund mit der Tochtergesellschaft 1.577 Wohnungen und 34 Gewerbeeinheiten. Die Wohnfläche betrug 116.444 m², die Gewerbefläche 5.976 m². Dazu kamen 331 fremde Wohnungen und Gewerbeeinheiten, die der SBK verwaltete.

### Ab 2016
2016 wurden 35 Wohnungen modernisiert und der Bau von 28 Wohnungen mit über 2400 m² Wohnfläche im Taborweg als Ersatz für einen Altbau begann. Dazu kamen mehrere, zum Teil denkmalgerechte Großsanierungen (z. B. Allmannsdorfer Straße 37 a–c), weitere Modernisierungen im Gewann Austraße sowie die Fertigstellung von 11 neuen Dachgeschosswohnungen mit 920 m² im Gebäude St.-Gebhardsplatz 24–30/Zähringerplatz 2.
Die Genossenschaft investierte 2017 8,1 Mio. EUR für die Modernisierung und Instandhaltung des eigenen Wohnungsbestands. Nach einer Bauzeit von rund 20 Monaten wurden 2017 die vier Mehrfamilienhäuser im Taborweg fertiggestellt und die 28 Wohnungen mit mehr als 2.400 m² Wohnfläche den neuen Mietern übergeben. Die Investitionen in diesen Neubau betrugen rund 6,5 Mio. EUR. 2018 wurde in einer Baulücke im Erich-Bloch-Weg ein neues Zehnfamilienhaus mit 2- bis 4-Zimmer-Wohnungen fertiggestellt. Im Erdgeschoss bietet eine ambulant betreute, selbstverwaltete Pflege-Wohngemeinschaft auf 240 m² bis zu acht Menschen mit Hilfe- und Pflegebedarf Platz. Im Gebäudekomplex Schobuliweg 4–10/Wallgutstr. 16–18 wurden im Sommer 2018 die ersten vier neuen Wohnungen im Zuge des Dachgeschossausbaus bezogen. Der Einbau von Blockheizkraftwerken zur zentralen Energieversorgung führte zu CO2-Einsparungen von über 175 Tonnen pro Jahr. Durch Aufstockung von Dachgeschossen wurden 2019 12 neue Wohnungen geschaffen; im Stadtteil Paradies entstanden 60 neue Wohnungen.

### Ab 2020
2020 erweiterte die Genossenschaft ihren Bestand vor in Radolfzell durch den Erwerb von 10 neuen Wohnungen. In Konstanz begann der Bau von 44 Wohnungen. Durch Nachverdichtung im eigenen Bestand kamen 14 Wohnungen hinzu. 2022 wurden die 34 Wohneinheiten im Taborweg an die Bewohner übergeben. Mit der Austraße 83–85 wurde Ende 2020 das vorletzte Gebäude aus dem ursprünglichen Sanierungsplan renoviert und saniert. In der Austraße 56 ersetzt ein Neunfamilienhaus mit rund 920 m² Wohnfläche im KfW-55-Standard das nicht mehr wirtschaftlich sanierungsfähige bisherige Gebäude. Aufgrund eines Mixes aus Geothermie, Solarzellen und Pufferspeicher erfolgt die Energieversorgung ausschließlich aus regenerativen Quellen. Im Mondrauteweg 6 wurde ein weiteres Mehrfamilienhaus inkl. Aufbau eines neuen Vollgeschosses mit zwei Vierzimmerwohnungen fertiggestellt. Die Zasiusstraße 10 wurde um ein Vollgeschoss mit zwei Wohnungen im KfW-Standard aufgestockt. 2023 entstanden im Mondrauteweg 8 durch Aufstockung zwei Vierzimmerwohnungen. Die Solarleistung stieg um rund 200 kWp – ein Zuwachs von rund 50 % im Vergleich zu der Gesamtleistung der Vorjahre. Auf vielen Gebäuden wurden Solarmodule installiert. Photovoltaikpaneele auf genossenschaftseigenen Gebäuden erreichen eine Leistung von rund 600 kWp und eine Jahresleistung von über 600.000 kW, was zu einer CO2-Einsparung von 260 Tonnen pro Jahr führt. In der Austraße 56 ersetzte ein Neunfamilienhaus mit rund 920 m² Wohnfläche im KfW-55-Standard das bisherige Gebäude. Eine Gewerbeeinheit in der Petershauserstraße wurde zu einer Kindertagespflege‑Einrichtung ausgebaut. In dem von der BHS Städtebau Bodensee/ Hegau GmbH erstellten Wohnpark St. Meinrad in Radolfzell/Haselbrunnstr. 40a wurden weitere fünf Wohnungen erworben. Im Stadtteil Paradies ergänzt ein Mehrfamilienhaus mit 500 m² Wohn- und Gewerbefläche im Kappelersgutweg 3 die schon seit Jahren im Besitz unserer Genossenschaft befindlichen zwei Mehrfamilienhäuser mit Gewerbeeinheit, Feldstr. 6/8. 2024 wurden 16 Wohnungseinzelmodernisierungen durchgeführt und umfangreiche Renovierungs- und Sanierungsarbeiten an eigenen Gebäuden vorgenommen, wie zum Beispiel die Generalsanierung einer Groß-Tiefgarage mit insgesamt 74 Stellplätzen auf einer Nutzfläche von ca. 2.270 m2 im Objekt Martin‑Venedey-Straße/Karl-Großhans-Weg. Im Mondrauteweg 10 wurde das letzte Mehrfamilienhaus saniert und um ein Vollgeschoss erweitert. Durch kontinuierliche Investitionen in Solarinstallationen stieg die genossenschaftliche Solarleistung. Die über 600 Photovoltaikpaneelen auf den eigenen Gebäuden haben eine Gesamtleistung von rund 650 kWp und eine Jahresleistung von knapp 650.000 kWh, was zu einer CO2- Einsparung von rund 275 Tonnen pro Jahr führt. Auch die vollständige Erneuerung der Warmwasser- und Wärmeversorgung im Peter-Rosegger-Weg 28 führt zu einer signifikanten Umweltentlastung. An die Stelle des 30.000 Liter umfassenden Öltanks tritt ein Lager für etwa 12.000 kg Pellets. Der erwartete jährliche Verbrauch beträgt etwa 45.500 kg. Die zwei neuen Pellet-Kessel mit je 100 kW arbeiten nahezu CO2-neutral. Die frühere Ölheizung mit einer Nennleistung von 340 kW dagegen verbrauchte durchschnittlich jährlich 22.734 l Öl und führte damit zu einem jährlichen CO2-Ausstoß von etwa 60 t. Aufgrund der wirtschaftlichen, fiskalischen und regulatorischen Rahmenbedingungen wurden keine Neubauten begonnen. Zahlreiche Vorratsbaugenehmigungen gestatten jedoch mit kurzen Vorlaufzeiten Bauprojekte umzusetzen sobald sich die Rahmenbedingungen verbessern. 
Ende 2024 betrug die Bilanzsumme 170,0 Millionen Euro. Die Genossenschaft zählte 11.085 Mitglieder und vermietete 1.755 eigene Wohnungen und 38 Gewerbeeinheiten. Die Spareinlagen beliefen sich auf 53,9 Millionen Euro.

## Wohn- und Gebäudebestand
Der Spar- und Bauverein mietete in den ersten Jahren nach seiner Gründung Häuser an und erwarb Grundstücke. Bis heute ist der Neubau von Mehrfamilienhäusern und Wohnanlagen in der jeweils zeittypischen Architektur der Schwerpunkt der genossenschaftlichen Tätigkeit. Mit der Gartenstadt im Sierenmoos erstellte die Genossenschaft zwischen 1921 und 1923 ein neues Stadtviertel, das bis heute nahezu unverändert erhalten ist. Es spiegelt den damaligen Gedanken wider, zu günstigen Preisen ein Wohnen im Grünen zusammen mit einem Nutzgarten zu ermöglichen. Die Verbindung Wohnen und Nutzgarten blieb auch in den folgenden Jahrzehnten bei Neubauten bestimmend, etwa beim Bau von 29 Siedlungshäusern mit 116 Wohnungen in der Austraße. In den 1960er-Jahren errichtete die Genossenschaft mehrere Hochhäuser. Das 1969 fertiggestellte Hochhaus am Buhlenweg war damals mit 67 Wohnungen das größte Gebäude. Seit 1990 entwickelte sich die Sanierung und Modernisierung des Bestands vornehmlich unter dem Gesichtspunkt, (Heiz-)Energie einzusparen, mehr und mehr zu einem wichtigen Geschäftsfeld. Da in Konstanz die Entwicklungsflächen durch Naturschutzgebiete eingeschränkt sind, gewinnt die Nachverdichtung im Bestand ebenfalls eine größere Bedeutung. Zunehmend wandelt die Genossenschaft als Speicher genutzte Dachgeschosse in vollwertige Wohnungen um. Dabei und auch bei der Sanierung spielt der Denkmalschutz aufgrund der in Konstanz oft vorhandenen alten Bauten eine wichtige Rolle.